# Южный Парк (21-й сезон)
Двадцать первый сезон американского анимационного телесериала «Южный Парк» впервые транслировался в США на телеканале Comedy Central с 13 сентября по 6 декабря 2017 года. В этом сезоне были запланированы «тёмные недели» (недели, в которые не появлялись новые эпизоды) после третьего эпизода, шестого эпизода и восьмого эпизода.
Джесси Шедин из IGN похвалил создателей Трея Паркера и Мэтта Стоуна за то, что они отказались от сложных сюжетных линий и высмеиваний текущих событий и вернулись к комедии абсурда. Шедин прокомментировал: «Дело не в том, что в этом сезоне игнорировалось то, что происходило в мире в этом году, но он не был настолько зациклен на насмешках над текущими событиями из недели в неделю. Этот сдвиг, больше чем что-либо ещё, привёл к более сильному и всестороннему представлению».

## Актёрский состав

### Основной состав
- Трей Паркер — Стэн Марш / Эрик Картман / Рэнди Марш / П. К. Директор / мистер Гаррисон / Клайд Донован / мистер Хэнки / мистер Маки / Стивен Стотч / Джимми Волмер / Тимми Барч / Филлип
- Мэтт Стоун — Кайл Брофловски / Кенни Маккормик / Баттерс Стотч / Джеральд Брофловски / Крэйг Такер / Джимбо Керн / Терренс
- Эйприл Стюарт — Лиэн Картман / Шелли Марш / Шерон Марш / мэр Мэкдэниэлс / Венди Тестабургер
- Мона Маршалл — Шейла Брофловски / Линда Стотч

### Приглашённые звёзды
- Джош Гэд — Маркус Престон

## Эпизоды
| № общий | № в сезоне | Название                                               | Режиссёр    | Автор сценария | Дата премьеры    | Произв. код | Зрители США (млн) |
| --- | ---------- | ------------------------------------------------------ | ----------- | -------------- | ---------------- | ----------- | ----------------- |
| 278 | 1          | «Реновация по-белому» «White People Renovating Houses» | Трей Паркер | Трей Паркер    | 13 сентября 2017 | 2101        | 1.68              |
| Рэнди осознаёт, что значит быть белым в современном обществе. |            |                                                        |             |                |                  |             |                   |
| 279 | 2          | «Убери» «Put It Down»                                  | Трей Паркер | Трей Паркер    | 20 сентября 2017 | 2102        | 1.25              |
| Северная Корея угрожает Южному Парку. А между тем отношения Твика и Крейга на грани. |            |                                                        |             |                |                  |             |                   |
| 280 | 3          | «Праздничный выпуск» «Holiday Special»                 | Трей Паркер | Трей Паркер    | 27 сентября 2017 | 2103        | 1.25              |
| Запретная история любви белого и индейца. |            |                                                        |             |                |                  |             |                   |
| 281 | 4          | «Приквел франшизы» «Franchise Prequel»                 | Трей Паркер | Трей Паркер    | 11 октября 2017  | 2104        | 1.12              |
| Фейсбук становится мощным оружием профессора Хаоса для распространения лжи и дезинформации о компании «Енота и друзей». Пытаясь спасти свою репутацию, ребята сталкиваются лицом к лицу с Марком Цукербергом. |            |                                                        |             |                |                  |             |                   |
| 282 | 5          | «Хуммели и героин» «Hummels & Heroin»                  | Трей Паркер | Трей Паркер    | 18 октября 2017  | 2105        | 0.93              |
| Наркотики в Южном Парке! Некто пытается уличить Стэна Марша в тёмных делишках. |            |                                                        |             |                |                  |             |                   |
| 283 | 6          | «Ведьмучьи дети» «Sons a Witches»                      | Трей Паркер | Трей Паркер    | 25 октября 2017  | 2106        | 1.22              |
| На праздновании Хэллоуина одна ведьма бросает заклинание на весь Южный Парк. |            |                                                        |             |                |                  |             |                   |
| 284 | 7          | «Двойная упёртость» «Doubling Down»                    | Трей Паркер | Трей Паркер    | 8 ноября 2017    | 2107        | 1.13              |
| Кайл не понимает, почему Хайди не расстаётся с Картманом. Он играет с огнём, когда оказывается в центре обсуждения самой популярной пары школы.                                                               |            |                                                        |             |                |                  |             |                   |
| 285 | 8          | «Тихоходки» «Moss Piglets»                             | Трей Паркер | Трей Паркер    | 15 ноября 2017   | 2108        | 1.09              |
| Джимми и Тимми проводят эксперимент, чтобы получить первое место на ежегодной научной ярмарке. Результат их эксперимента может спасти мир.                                                                    |            |                                                        |             |                |                  |             |                   |
| 286 | 9          | «ЗАПРЕДЕЛЬНАЯ политкорректность» «SUPER HARD PCness»   | Трей Паркер | Трей Паркер    | 29 ноября 2017   | 2109        | 0.90              |
| П.К. Директор борется с незнакомыми ранее чувствами. Мальчики остаются мальчиками, кроме Кайла, который в первый раз, кажется, видит вещи не так, как его друзья.                                             |            |                                                        |             |                |                  |             |                   |
| 287 | 10         | «Тухлый помидор» «Splatty Tomato»                      | Трей Паркер | Трей Паркер    | 6 декабря 2017   | 2110        | 0.97              |
| Дети говорят, что видели президента, скрывающегося на окраинах «Южного Парка» и это их пугает. Город собирается вместе, чтобы заставить президента уйти.                                                      |            |                                                        |             |                |                  |             |                   |